# L'Un dans l'autre
Ne doit pas être confondu avec L'Un contre l'autre.
Pour plus de détails, voir Fiche technique et Distribution.
L'Un dans l'autre est une comédie franco-belge réalisée par Bruno Chiche, sortie en 2017.

## Synopsis
Deux couples sont amis depuis des années. D'un côté, Pierre et Aimée, la quarantaine et parents d'un garçon et d'une fille. De l'autre, Éric et Pénélope qui s'apprêtent à se marier pour pouvoir adopter un enfant. Tout est parfait, hormis que Pierre et Pénélope sont amants. Ils se réveillent un jour dans le corps de l’autre et doivent faire face à la vie de l’autre en essayant de trouver une solution à ce dilemme.

## Fiche technique
- Titre original : L'Un dans l'autre
- Réalisation : Bruno Chiche
- Scénario : Bruno Chiche, Nicolas Mercier et Fabrice Roger-Lacan
- Musique : Philippe Rombi
- Décors : Pierre du Boisberranger
- Costumes : Isabelle Mathieu
- Photographie : Stéphanie Laurent Delarue
- Montage : Sylvie Landra
- Production : Laetitia Galitzine et Philippe Rousselet
  - Coproduction : Nadia Khamlichi et Adrian Politowski
- Société de production : Vendôme Production
  - SOFICA : La Banque Postale Image 10, Palatine Etoile 14
- Société de distribution : Other Angle Pictures et Universal Pictures
- Pays d'origine :  France -  Belgique
- Langue originale : français
- Format : couleur
- Genre : comédie et fantastique
- Durée : 85 minutes
- Dates de sortie :
  - France : 23 août 2017 (Festival du film francophone d'Angoulême) ;  20 septembre 2017 (sortie nationale)
  - Belgique : 27 septembre 2017

## Distribution
- Louise Bourgoin : Pénélope/Pierre
- Stéphane De Groodt : Pierre/Pénélope
- Pierre-François Martin-Laval : Éric
- Aure Atika : Aimée
- Ginnie Watson : Diane Lelong
- Jean-Benoît Ugeux : le psy
- Anne Benoît : Françoise
- Philippe Vieux : Philippe
- Jean-Paul Muel : le médecin

## Diffusion chaîne française
| Jour                 | Heure | Chaine   | Audience                                             |
| -------------------- | ----- | -------- | ---------------------------------------------------- |
| Jeudi 12 août 2021   | 21h05 | TF1      | 2 907 000 téléspectateurs (16,5% de part d'audience) |
| Dimanche 6 août 2023 | 21h10 | France 2 | 1 805 000 téléspectateurs (10,1% de part d'audience) |

## Production

### Tournage
Le film a été tourné à :
- Paris
- Val-de-Marne
  - Joinville-le-Pont
  - Saint-Maur-des-Fossés
  - Nogent-sur-Marne
- Yvelines
  - Vélizy-Villacoublay
- Val-d'Oise
  - Gonesse